# Щур късмет
„Щур късмет“ (на английски: Outrageous Fortune) е американска комедия от 1987 г. на режисьора Артър Хилър, по сценарий на Лесли Диксън, и участват Шели Лонг и Бет Мидлър.